# Admete couthouyi
Admete couthouyi är en snäckart som först beskrevs av Jay 1839.  Admete couthouyi ingår i släktet Admete och familjen Cancellariidae. Inga underarter finns listade i Catalogue of Life.